# Міддл-Смітфілд Тауншип (округ Монро, Пенсільванія)
Міддл-Смітфілд Тауншип (англ. Middle Smithfield Township) — селище (англ. township) в США, в окрузі Монро штату Пенсільванія. Населення — 16 053 особи (2020).

### Клімат
| Клімат : Міддл-Смітфілд Тауншип | Клімат : Міддл-Смітфілд Тауншип | Клімат : Міддл-Смітфілд Тауншип | Клімат : Міддл-Смітфілд Тауншип | Клімат : Міддл-Смітфілд Тауншип | Клімат : Міддл-Смітфілд Тауншип | Клімат : Міддл-Смітфілд Тауншип | Клімат : Міддл-Смітфілд Тауншип | Клімат : Міддл-Смітфілд Тауншип | Клімат : Міддл-Смітфілд Тауншип | Клімат : Міддл-Смітфілд Тауншип | Клімат : Міддл-Смітфілд Тауншип | Клімат : Міддл-Смітфілд Тауншип | Клімат : Міддл-Смітфілд Тауншип |
| Показник                        | Січ.                            | Лют.                            | Бер.                            | Квіт.                           | Трав.                           | Черв.                           | Лип.                            | Серп.                           | Вер.                            | Жовт.                           | Лист.                           | Груд.                           | Рік                             |
| Абсолютний максимум, °C         | 19,1                            | 23,9                            | 29,2                            | 33,3                            | 34,1                            | 34,0                            | 36,6                            | 35,8                            | 34,8                            | 30,2                            | 25,3                            | 20,9                            | 36,6                            |
| Середній максимум, °C           | 1,2                             | 3,2                             | 8,1                             | 15,2                            | 21,1                            | 25,5                            | 27,5                            | 26,9                            | 22,9                            | 16,6                            | 10,2                            | 3,6                             | 15,2                            |
| Середня температура, °C         | −4,1                            | −2,3                            | 2,1                             | 8,5                             | 14,2                            | 18,9                            | 21,3                            | 20,7                            | 16,6                            | 10,2                            | 4,7                             | −1,2                            | 9,2                             |
| Середній мінімум, °C            | −9,3                            | −7,9                            | −3,9                            | 1,7                             | 7,2                             | 12,4                            | 15,0                            | 14,4                            | 10,3                            | 3,7                             | −0,7                            | −6                              | 3,1                             |
| Абсолютний мінімум, °C          | −29,6                           | −24,1                           | −19,3                           | −10,8                           | −2,6                            | 1,5                             | 4,9                             | 2,6                             | −1,5                            | −7,6                            | −16,3                           | −23,2                           | −29,6                           |
| Норма опадів, мм                | 85                              | 74                              | 93                              | 104                             | 111                             | 116                             | 109                             | 109                             | 122                             | 117                             | 97                              | 99                              | 1236                            |
| Вологість повітря, %            | 70.9                            | 65.1                            | 61.1                            | 57.4                            | 60.9                            | 69.7                            | 69.6                            | 72.3                            | 73.4                            | 70.6                            | 69.8                            | 72.1                            | 67.7                            |
| ------------------------------- | ------------------------------- | ------------------------------- | ------------------------------- | ------------------------------- | ------------------------------- | ------------------------------- | ------------------------------- | ------------------------------- | ------------------------------- | ------------------------------- | ------------------------------- | ------------------------------- | ------------------------------- |
| Джерело: PRISM                  |                                 |                                 |                                 |                                 |                                 |                                 |                                 |                                 |                                 |                                 |                                 |                                 |                                 |

## Демографія
Згідно з переписом 2010 року, у селищі мешкало 15 997 осіб у 5597 домогосподарствах у складі 4260 родин. Було 7878 помешкань
Расовий склад населення:
| - 71,4 % — білих - 17,4 % — чорних або афроамериканців - 3,1 % — азіатів - 0,3 % — корінних американців - 4,9 % — осіб інших рас |

До двох чи більше рас належало 2,9 %. Частка іспаномовних становила 17,3 % від усіх жителів.
За віковим діапазоном населення розподілялося таким чином: 26,3 % — особи молодші 18 років, 63,7 % — особи у віці 18—64 років, 10,0 % — особи у віці 65 років та старші. Медіана віку мешканця становила 39,7 року. На 100 осіб жіночої статі у селищі припадало 100,7 чоловіків;  на 100 жінок у віці від 18 років та старших — 97,3 чоловіків також старших 18 років.
Середній дохід на одне домашнє господарство  становив 70 741 долар США (медіана — 58 583), а середній дохід на одну сім'ю — 80 022 долари (медіана — 66 770). Медіана доходів становила 50 732 долари для чоловіків та 40 984 долари для жінок. За межею бідності перебувало 8,9 % осіб, у тому числі 10,4 % дітей у віці до 18 років та 7,7 % осіб у віці 65 років та старших.
Цивільне працевлаштоване населення становило 7435 осіб. Основні галузі зайнятості: освіта, охорона здоров'я та соціальна допомога — 25,8 %, виробництво — 11,1 %, роздрібна торгівля — 10,2 %, науковці, спеціалісти, менеджери — 10,2 %.